# Smilovci
Smilovci (em cirílico: Смиловци) é uma vila da Sérvia localizada no município de Dimitrovgrad, pertencente ao distrito de Pirot, na região de Visok. A sua população era de 114 habitantes segundo o censo de 2011.

## Demografia
| 1948 | 1953 | 1961 | 1971 | 1981 | 1991 | 2002 | 2011 |
| ---- | ---- | ---- | ---- | ---- | ---- | ---- | ---- |
| 964  | 939  | 762  | 513  | 403  | 298  | 163  | 114  |